# رابرت جان سوان کوربت
رابرت جان سوان کوربت (انگلیسی: Robert Corbett؛ زادهٔ ۱۶ مهٔ ۱۹۴۰) فرد نظامی اهل بریتانیا است. وی همچنین برندهٔ جوایزی همچون نشان سلطنتی ویکتوریایی و نشان حمام شده‌است.